# Альберті (округ)
Округ Альбе́рті (ісп. Alberti) — адміністративно-територіальна одиниця провінції Буенос-Айрес в центральній Аргентині. Адміністративний центр округу — м. Альберті.
Населення округу становить 12982 особи (2022). Площа — 1122,6 кв. км.

## Історія
Округ заснований 1910 року.

## Населення
У 2010 році населення становило 10654 особи. З них чоловіків — 5181, жінок — 5473.

## Політика
Округ належить до 4-ого виборчого сектору провінції Буенос-Айрес.